# Guerinia festiva
Guerinia festiva är en tvåvingeart som beskrevs av Robineau-desvoidy 1830. Guerinia festiva ingår i släktet Guerinia och familjen parasitflugor.
Artens utbredningsområde är Frankrike. Inga underarter finns listade i Catalogue of Life.